# Hugo Schiff

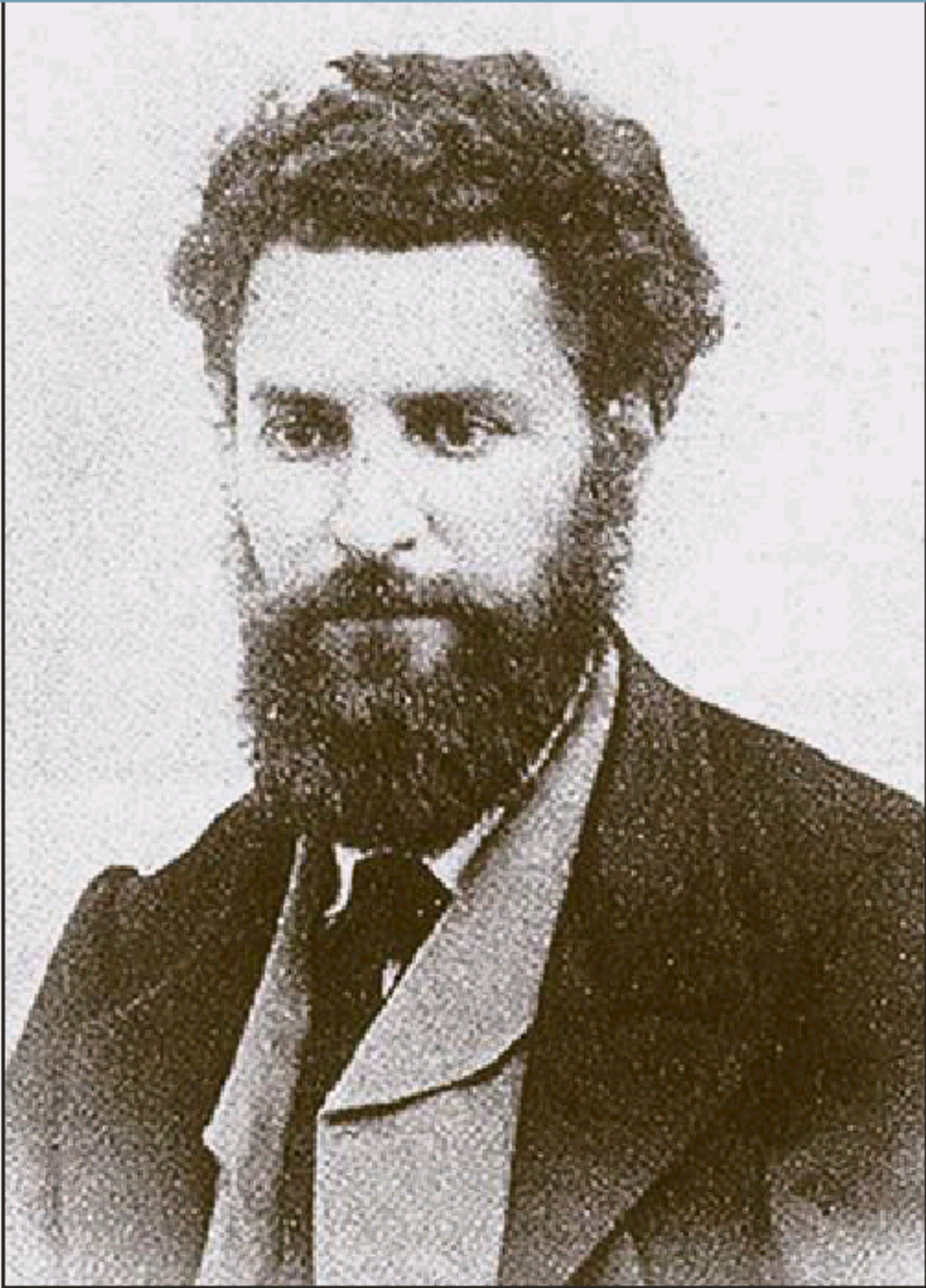
Hugo Schiff (ca. 1860)

Hugo Schiff (Frankfurt am Main, 26 april 1834 – Florence, 8 september 1915) was een Duits scheikundige. Hij werd bekend met de ontdekking van de naar hem genoemde Schiff-basen en andere imines. Ook de Schiff-proef, een detectiemethode voor aldehyden, werd naar hem genoemd.

## Biografie
Schiff studeerde aan de Universiteit van Göttingen onder Friedrich Wöhler. In 1857 voltooide hij zijn proefschrift over naftyl- en fenylderivaten (Duits: Über einige Naphtyl- und Phenyl-derivate). In datzelfde jaar verliet Schiff, omwille van politieke turbulenties, Duitsland en trok naar Zwitserland. Hij was een aanhanger van het socialisme en onderhield contacten met Karl Marx en Friedrich Engels. Schiff was ook de mede-oprichter van de Italiaanse socialistische krant L'Avanti in 1894.
Schiff verhuisde in 1863 naar Italië, waar hij in Pisa en Florence (Museo di Storia Naturale) enkele vooraanstaande posities bekleedde. In 1870 was hij samen met Stanislao Cannizzaro stichter van de Gazzetta Chimica Italiana. In 1877 werd hij professor in de algemene chemie aan de universiteit van Turijn. Twee jaar later keerde hij terug naar Florence, waar Schiff professor in de algemene chemie was. Hij stierf ook in deze stad.